# Carl Gustav Jacob Jacobi
Carl Gustav Jacob Jacobi (født 10. december 1804, død 18. februar 1851) var en tysk matematiker, der desuden betragtes som en af sin tids mest indflydelsesrige læremestre. Han var bror til Moritz Hermann von Jacobi.
Han blev født af jødiske forældre i Potsdam. Fra 1816 til 1821 gik han på Victoria-gymnasiet i Potsdam, og herefter studerede han på Humboldt-Universität zu Berlin, hvor han i 1826 opnåede sin ph.d. i matematik med en afhandling om brøkteori. Han fungerede siden som professor ved Albertina-universitetet i Königsberg, hvor han reformerede universitetsundervisningen med grundlæggelse af et matematisk-fysisk seminar. Fra 1844 var Jacobi medlem af det preussiske videnskabsakademi i Berlin, med ret til at holde forelæsninger ved byens universitet.
Jacobi betragtes som en af historiens mest produktive og alsidige matematikere. Hans mest originale arbejde var arbejdet på teorier om elliptiske funktioner. Af andre berømte opnåelser kan nævnes teorien om den firedelte periodiske funktion og hans undersøgelser af cirkeldeling og dens anvendelse i talteorien, som dannede grundlag for en videreudvikling af fagområdet. Med sit arbejde på differentialgeometri, partielle differentialligninger og variationsregning var Jacobi yderligere en foregangsmand inden for matematisk fysik.